# Srpska
Srpska (cyr. Српска) – wieś w Czarnogórze, w gminie Podgorica. W 2011 roku liczyła 886 mieszkańców.